# Harrison Ruopp
Harrison Ruopp, född 17 mars 1993 i Zehner, Saskatchewan, är en kanadensisk före detta professionell ishockeyspelare (back).

## Extern länk
- Presentation och statistik för Harrison Ruopp som spelare  på Elite Prospects.